# عامل الخلية الجذعية
عامل الخلية الجذعية (بالإنجليزية: Stem cell factor)‏ ومختصره (SCF) هو سيتوكين يرتبط بمستقبل c-KIT (أو كتلة التمايز 117) الموجود على شكل بروتين عبر الغشاء وبروتين ذائب.
لعامل الخلية الجذعية دور مهم في تكون الدم وتكوين الحيوانات المنوية وتكون الميلانين.
لعامل الخلية الجذعية تسميات أخرى منها:
- KIT-ligand ومختصره KL
- steel factor